# Yoshihiro Shoji
Yoshihiro Shoji (庄司 悦大 Shoji Yoshihiro?, Shizuoka, 14 de septiembre de 1989) es un exfutbolista japonés que jugaba como centrocampista.

## Trayectoria

### Clubes
| Club                       | País  | Año       |
| -------------------------- | ----- | --------- |
| F. C. Machida Zelvia       | Japón | 2012-2014 |
| Renofa Yamaguchi F. C.     | Japón | 2015-2016 |
| F. C. Gifu                 | Japón | 2017      |
| Vegalta Sendai             | Japón | 2018      |
| Kyoto Sanga F. C. (cedido) | Japón | 2018      |
| Kyoto Sanga F. C.          | Japón | 2019-2021 |
| F. C. Gifu                 | Japón | 2022-2024 |